# Nationaal park Tarutao

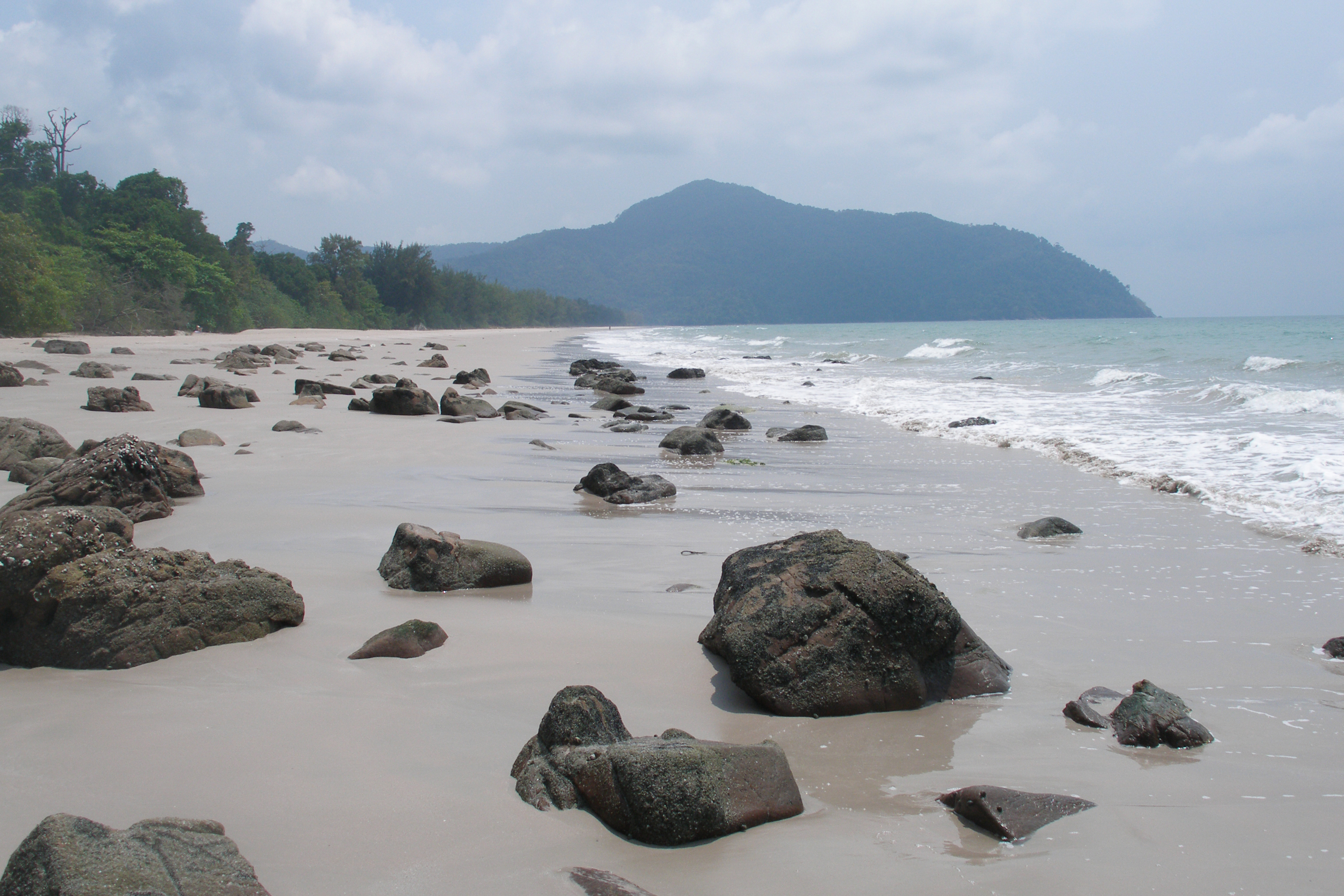
Ko Tarutao

Nationaal park Tarutao (Thai: อุทยานแห่งชาติ ทาง ทะเล ตะ รุ เตา) is een nationaal park in Thailand, bestaande uit 51 eilanden. De eilanden liggen in de Andamanse Zee, voor de kust van Satun, een provincie in Zuid-Thailand.
Het park bestaat uit twee groepen eilanden: Tarutao (หมู่ เกาะตะ รุ เตา) en Adang-Rawi (หมู่ เกาะ อา ดัง - ราวี), verspreid over een afstand van 20 tot 70 kilometer van het meest zuidwestelijk gelegen puntje van het vasteland van Thailand. Het park heeft een oppervlakte van 1490 km², waarvan 1260 vierkante kilometer water is, en 230 vierkante kilometer land (de eilanden). Het park grenst in het zuiden aan Maleisië. Tarutao werd een officieel nationaal park op 19 april 1974. De naam Tarutao is een verbastering van de oorspronkelijke Maleise naam, Pulau Tertua ("het oudste eiland").

## Geschiedenis van het park
Het park werd opgericht in 1974. In 1982 werd het vermeld als een van de oorspronkelijke ASEAN Heritage Parks. Het was ook voorgelegd voor een opname aan de Werelderfgoedlijst in 1990, maar het park werd niet opgenomen in de lijst na de vijftiende sessie van de Commissie van Werelderfgoed in 1991. UNESCO vroeg om een beter beheer van het gebied. De eilanden dienden in de late jaren 30 als een strafkolonie voor Thaise politieke gevangenen.

## Eilanden

### Grotere eilanden
- Ko Tarutao (เกาะตะ รุ เตา) - het grootste eiland met een lengte van ruim 26 kilometer, een breedte van 11 kilometer en een oppervlakte van zo'n 152 km²
- Ko Adang (เกาะ อา ดัง) - bergachtig eiland met het hoogste punt boven de 700 meter
- Ko Rawi (เกาะ ราวี) - eveneens een bergachtig eiland met het hoogste punt boven de 400 meter
- Ko Lipe (เกาะ หลี เป๊ะ) - op dit eiland bevindt zich een nederzetting van de Urak Lawoi', een Maleisisch volk, vaak zeezigeuners genoemd. De oorsprong van het volk is niet wetenschappelijk vastgesteld
- Ko Butang (เกาะ บุ ตัง - met inbegrip van Ko Ko Dong Batong of เกาะ ดง) behoort tot de groep eilanden rondom Ko Rawi en Ko Adang

### Kleinere eilanden
- Ko Ta Nga (เกาะตางาห์)
- Ko Bitsi (เกาะบีดซี)
- Ko Hin Ngam ("eiland van mooie stenen", เกาะหินงาม) - bevat, zoals de naam al zegt, natuurlijk afgeronde rotsen
- Ko Yang (เกาะยาง) - zie ook de afbeelding rechts
- Ko Khai (เกาะ ไข) - bekend om zijn natuurlijke poort van rotsen
- Ko Tarang (เกาะตารัง)
- Ko Klang (เกาะกลาง)
- Ko Chabang (เกาะจาบัง)
- Ko Rang Nok (vogelnesteiland, เกาะรังนก) - op dit eiland werden vroeger veel zwaluwnesten leeggeroofd; dit is nu verboden door het parkbeheer
- Ko Sarai (หมู่เกาะสาหร่าย)